# Prince de Guémené
Le fief de Guémené fut acheté le 26 mai 1377, pour 3 400 sous d'or par Jean Ier, vicomte de Rohan de la Maison de Rohan. De son deuxième mariage avec l'infante Jeanne de Navarre, fille de la reine Jeanne II de Navarre, il eut un fils, Charles de Rohan, qui reçut comme cadet  le fief de Guémené et s'y installa. Il est l'auteur de la branche des Rohan-Guémené, d'où sont issus tous les Rohan actuels, et de la branche des Rohan-Giè, d'où descendent tous les Rohan-Chabot actuels.
La seigneurie de Guémené proprement dite s'étendait sur les paroisses de Locmalo, Lignol, Ploërdut, Priziac, Saint-Tugdual, Persquen, Silfiac et Langoëlan et la trève de Leshernin en Séglien ainsi que sur les quatre paroisses de Saint-Caradec-Trégomel, Plouray, Mellionnec et Plouguernével, qui étaient appelées la terre du Maréchal, parce qu'elles avaient appartenu au maréchal de Rieux, qui les avaient données à sa fille Louise de Rieux, épouse de Louis de Rohan, sire de Guémené.

## Liste des seigneurs de Guémené
- Jean Ier de Rohan-Guémené
- Charles Ier de Rohan-Guémené (1377-1438)
- Louis Ier de Rohan-Guémené (?-1457)
- Louis II de Rohan-Guémené (?-1508)
- Louis III de Rohan-Guémené (?-1498)
- Louis IV de Rohan-Guémené (?-1527)
- Louis V de Rohan-Guémené (1513-1557)
- Louis VI de Rohan-Guémené (1540-1611)

## Liste des princes de Guémené
En septembre 1570, le roi Charles IX érige le fief en principauté et les seigneurs de Guémené portent désormais le titre de princes de Guémené. La principauté reste dans la maison des Rohan, branche des Rohan-Guémené, jusqu'à la Révolution.
- Louis VI de Rohan-Guéméné (1540-1611), seigneur, puis 1er prince de Guémené.
- Pierre de Rohan-Guéméné (1567-1622), 2e fils de Louis VI.
- Anne de Rohan-Guémené (1604-1685), fille unique du précédent[3], princesse de Guémené à la mort de celui-ci. Son mari, Louis de Rohan-Montbazon (1598-1667), comte de Rochefort (Rochefort-en-Yvelines), prend alors le titre de prince de Guémené. Il devient le 3e duc de Montbazon à la mort de son père Hercule, en 1654.
- Charles II de Rohan-Guémené (1633-1699), fils des précédents.
- Charles III de Rohan-Guéméné (1655-1727), fils du précédent.
- François-Armand de Rohan-Guéméné (1682-1717), fils du précédent.
- Hercule II Mériadec de Rohan-Guéméné (1688-1757), frère du précédent.
- Jules Hercule Meriadec de Rohan-Guéméné (1726-1800), fils du précédent.
- Henri Louis Marie de Rohan (1745-1809), fils du précédent.
- Charles IV Alain Gabriel de Rohan (1764-1836), fils du précédent.
- Louis IX Victor Meriadec de Rohan (1766-1846), frère du précédent.
- Camille Philippe Joseph de Rohan-Rochefort (1800-1892), neveu du précédent.
- Alain I Benjamin Arthur de Rohan-Rochefort (1853-1914), petit-neveu du précédent.
- Alain II Anton Joseph de Rohan-Rochefort (1893-1976), fils du précédent.
- Charles V Alain Albert de Rohan-Rochefort (1934-2008), neveu du précédent.
- Albert Marie de Rohan-Rochefort (1936-2019), frère du précédent.
- Charles Raoul de Rohan-Rochefort (1954), cousin du précédent.